# Mele (Italia)
Mele (Mê in ligure) è un comune italiano di 2 506 abitanti della città metropolitana di Genova in Liguria.

## Geografia fisica
Il territorio comunale è collocato alle pendici dell'Appennino ligure, nella val Leira; la sede comunale è posta ad ovest/nordovest di Genova. Il suo territorio è percorso da tre principali corsi d'acqua, il Gorsexio, il Ceresolo e l'Acquasanta, che assieme confluiscono verso sud, prendendo il nome di torrente Leira, sfociante nel mar Ligure presso Voltri.
L'altitudine del comune varia dai 35 ai 933 m sul livello del mare.
Tra le vette del territorio il Bric Prato d'Erma (760 m), il Monte Ottine (725 m), il monte Turchino (671 m), il Bric Picciu (653 m), il Poggio (603 m), il Bric Caramello (536 m).

## Storia

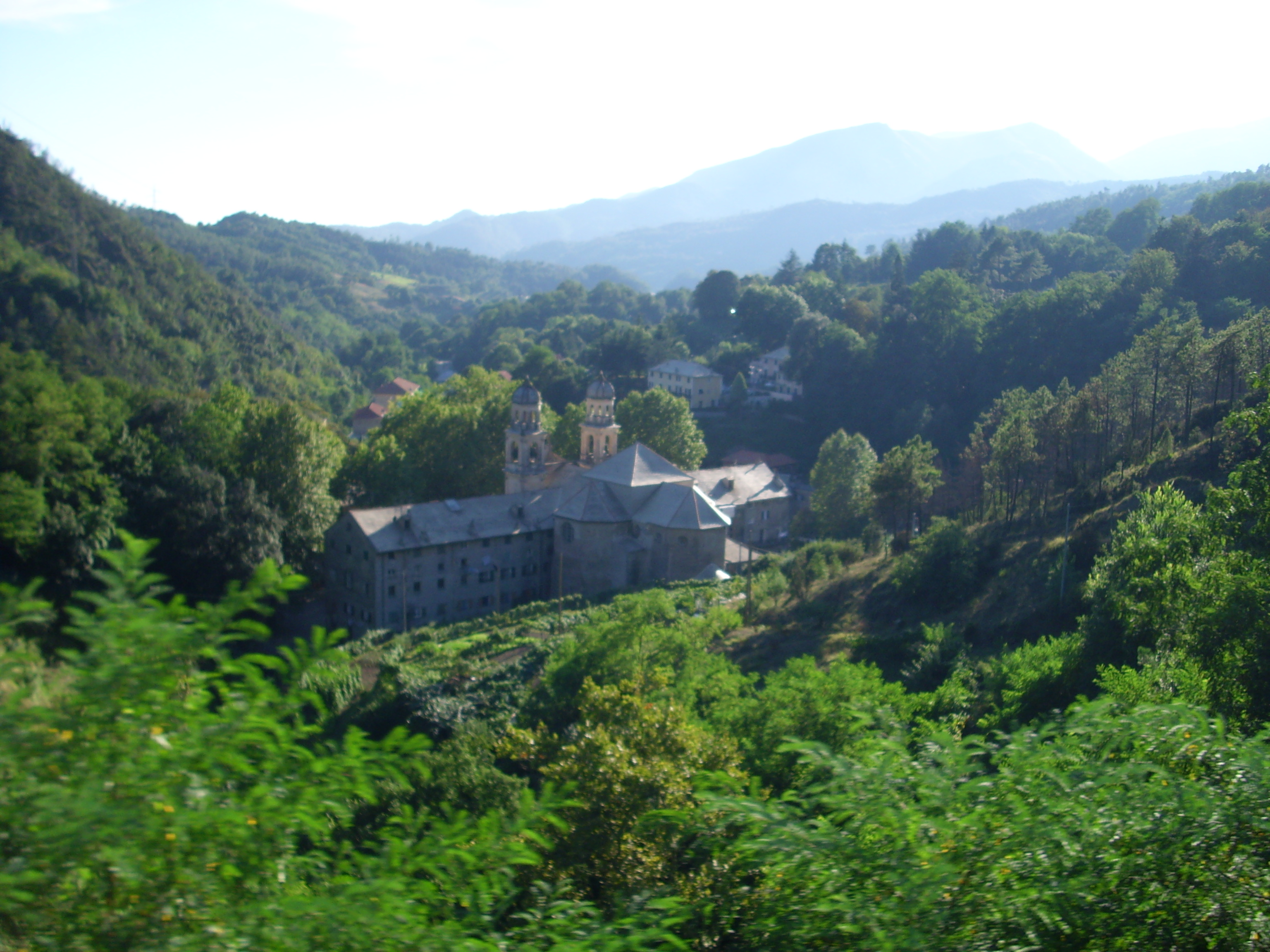
Il santuario di Nostra Signora dell'Acquasanta nell'omonima frazione

Negli anni novanta del XX secolo il ritrovamento di un cippo in pietra, risalente all'età romana, ha confermato che l'insediamento di Mele ebbe origine antiche e alcuni studiosi ritengono che il territorio comunale fosse un luogo di incontro delle popolazioni celtiche insediatesi nel nord Italia.
La prima documentazione ufficiale, relativa all'esistenza di un paese chiamato Mele, Melle o Amele, risale alla fine del XII secolo quando il borgo fu sottoposto dapprima alla podesteria e in seguito al capitaneato di Voltri nei confini della Repubblica di Genova.
Con la dominazione francese di Napoleone Bonaparte rientrò dal 2 dicembre 1797 nel dipartimento della Cerusa, con capoluogo Voltri, all'interno della Repubblica Ligure. Dal 28 aprile del 1798 con i nuovi ordinamenti francesi, Mele rientrò nel I cantone, capoluogo Voltri, della giurisdizione della Cerusa e dal 1803 centro principale del IV cantone della Cerusa nella giurisdizione del Centro. Annesso al Primo Impero francese, dal 13 giugno 1805 al 1814 venne inserito nel dipartimento di Genova.
Nel 1815 fu inglobato nel Regno di Sardegna, secondo le decisioni del congresso di Vienna del 1814, e successivamente nel Regno d'Italia dal 1861. Dal 1859 al 1926 il territorio fu compreso nel XIII mandamento di Voltri del circondario di Genova dell'allora provincia di Genova.
Dal 1973 al 31 dicembre 2008 ha fatto parte della Comunità montana Argentea e, con le nuove disposizioni della Legge Regionale n° 24 del 4 luglio 2008, ha fatto parte fino al 2011 della Comunità montana Valli Stura, Orba e Leira.

### Simboli
Stemma
Gonfalone
Bandiera

Lo stemma e il gonfalone sono stati concessi con decreto del presidente della Repubblica del 20 gennaio 1961. La scritta in lingua latina Ex Melle Mihi Nomen può essere tradotta in "Dal miele il mio nome".

## Monumenti e luoghi d'interesse

### Architetture religiose
- Chiesa parrocchiale di Sant'Antonio Abate nel capoluogo, presso la piazza del Municipio. Il primo documento storico che nomina la chiesa di Mele è datato al 22 luglio 1210. La costruzione dell'attuale chiesa ebbe inizio nel 1790 e tra sospensioni e riprese dei lavori fu inaugurata il 1º novembre 1808. Vennero annessi alla nuova chiesa la sacrestia, il muro del coro ed il campanile.
- Oratorio di Sant'Antonio Abate nel capoluogo. L'oratorio ospita la confraternita che fu fondata nel 1536, è datato alla seconda metà del XVIII secolo (1750-1780). L'interno presenta una ricca decorazione a stucco, opera di Rocco Cantone, che incornicia il ciclo pittorico di Carlo Giuseppe Ratti con le Storie della vita di sant'Antonio Abate. All'altare Madonna Regina e Santi di Giovanni Andrea Ansaldo e Orazio De Ferrari (1625-1637). Custodisce la grande cassa processionale di Anton Maria Maragliano, capolavoro della scultura lignea genovese del XVIII secolo.
- Santuario di Nostra Signora dell'Acquasanta nella frazione dell'Acquasanta. In realtà ubicato nel territorio comunale di Genova, l'edificio mariano è da sempre legato a Mele in quanto il nucleo abitato dell'Acquasanta, diviso dal santuario solo dal torrente omonimo, è nella quasi totalità in territorio melese; è da sempre meta di pellegrinaggi delle confraternite di Mele, Arenzano, Crevari, Voltri, Palmaro e Pra', tutte facenti parte dell'antica pieve. Fu edificato tra il 1683 e il 1718.
- Chiesa parrocchiale di San Giacomo Maggiore nella frazione di Fado, eretta tra il 1876 e il 1882. La parrocchiale è sede, dal 1977, della locale confraternita.

## Società

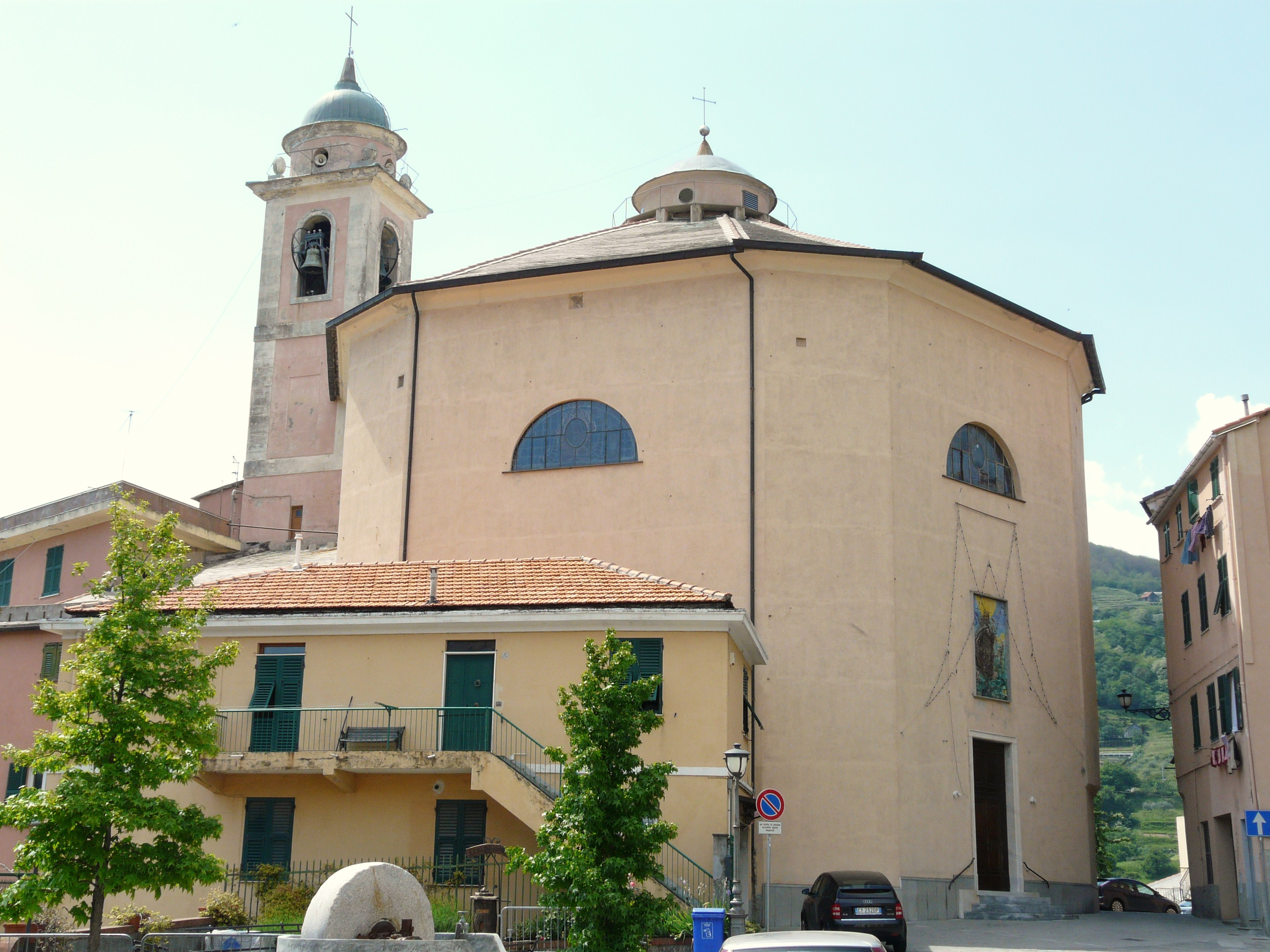
La chiesa parrocchiale di Sant'Antonio abate di Mele

### Evoluzione demografica
Abitanti censiti

### Etnie e minoranze straniere
Secondo i dati Istat al 31 dicembre 2022, i cittadini stranieri residenti a Mele sono 79, così suddivisi per nazionalità, elencando per le presenze più significative:
1. Romania, 30

## Cultura

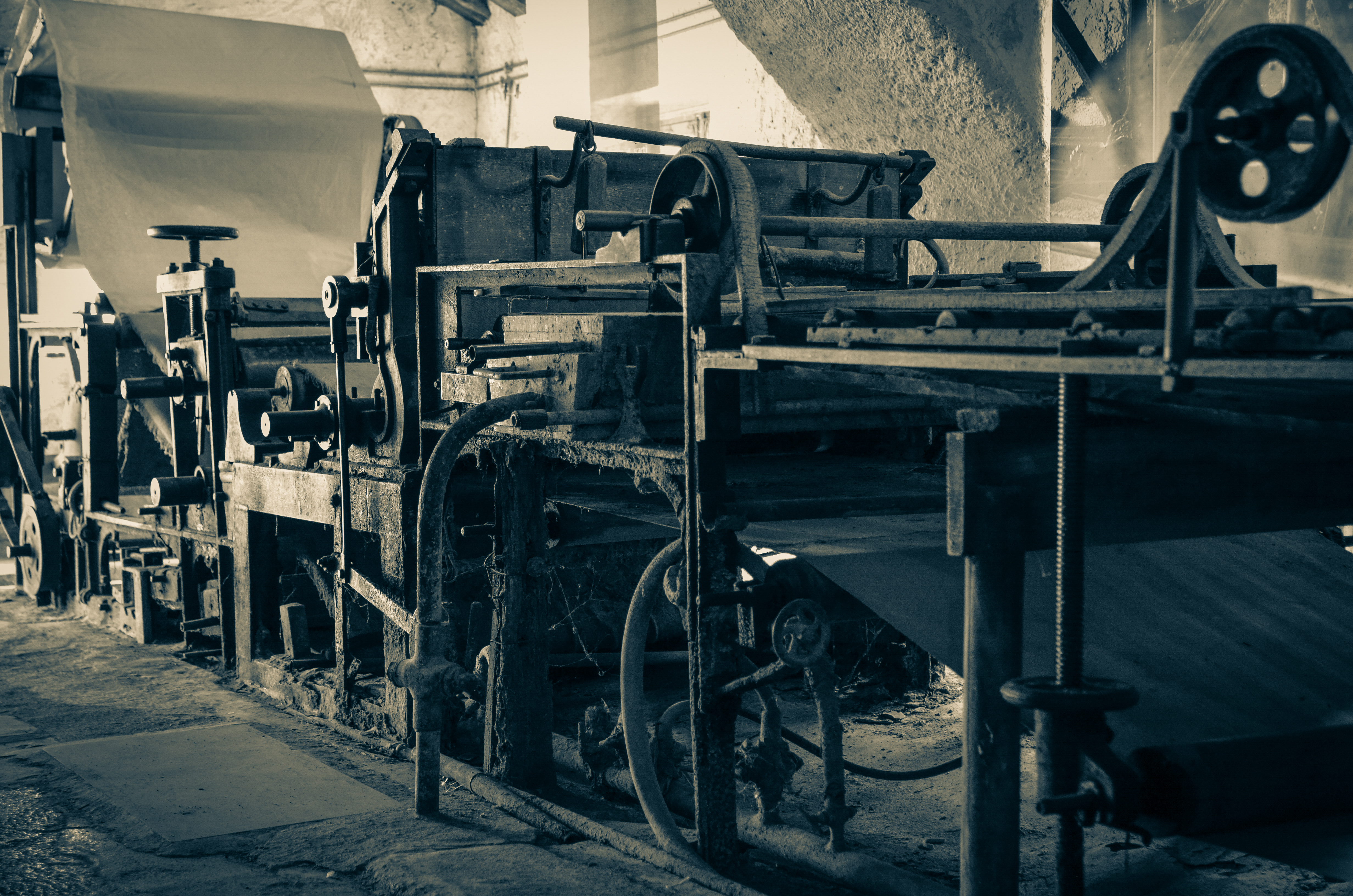
Interno del museo della carta

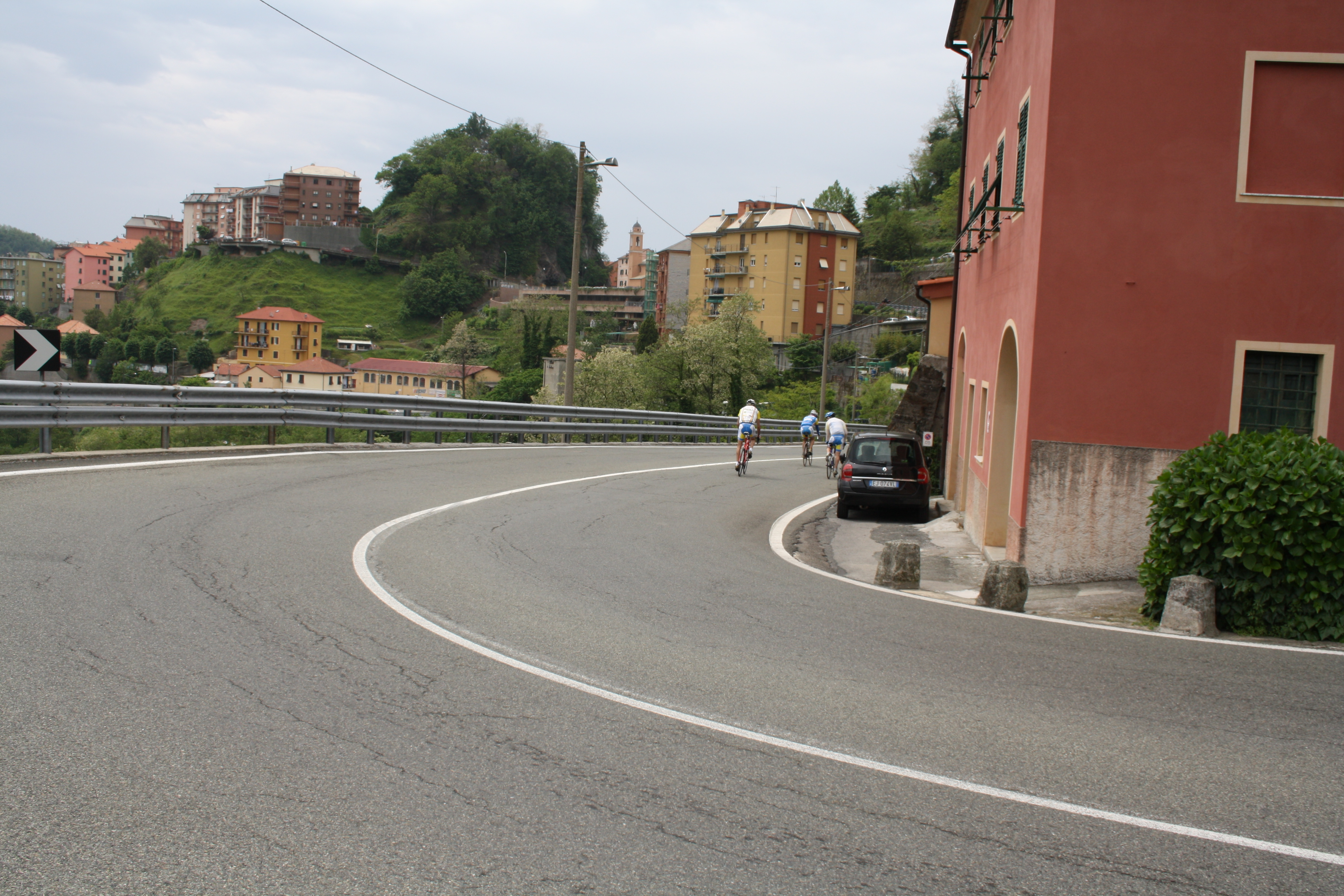
Insediamenti recenti a Mele, visti dal tornante della Biscaccia

### Istruzione

#### Musei
Nei pressi della frazione dell'Acquasanta è presente il Centro di Testimonianza ed Esposizione dell'Arte Cartaria (nato nel 1997 come museo della carta di Acquasanta sotto la direzione di Francesco Pirella, editore e ideatore dell'Antilibro) in un'antica cartiera risalente al 1756. Restaurata nel 1992 ed aperta al pubblico nel 1997 come appunto museo, raccoglie testimonianze storiche sulla locale attività di produzione della carta e offre interessanti attività didattiche pratiche.

## Geografia antropica
Il territorio comunale comprende, oltre al capoluogo, le cinque frazioni di Acquasanta, Biscaccia, Fado, Ferriera e Fondo Crosa per un totale di 16,93 km2.
Confina a nord con il comune di Masone e Bosio (AL), e a sud, ovest ed est con Genova.

## Economia

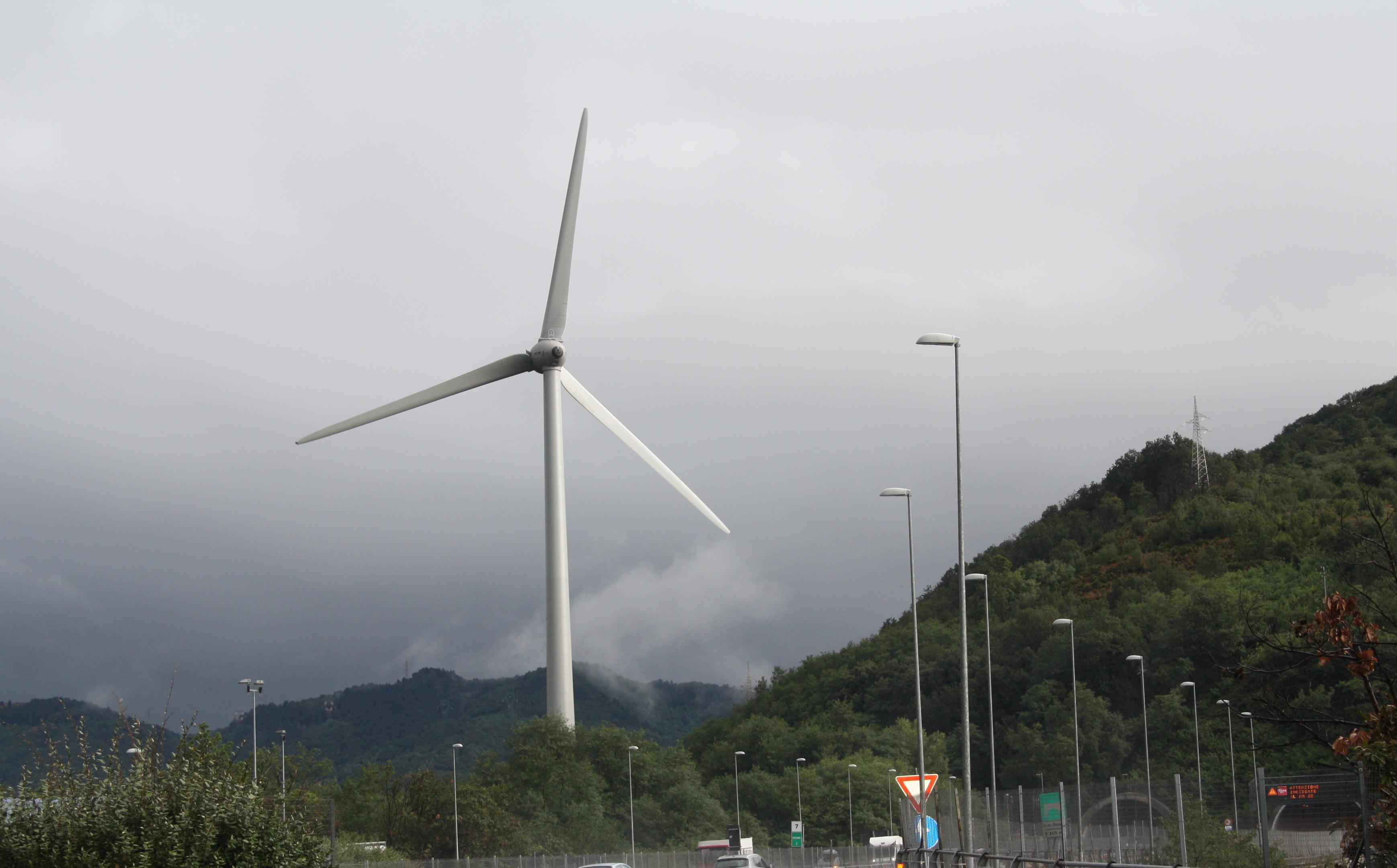
Pala eolica da 3 MW installata nei pressi dell'autostrada A26

L'economia del comune si basa principalmente sull'attività industriale (legno, carta, alimentare). Il comune è, inoltre, meta per escursioni di trekking e di cicloturismo.
Il comune di Mele ospita una pala eolica, installata nel 2012 e prodotta dalla società tedesca Enercon, che produce una potenza elettrica massima di 3 megawatt. Si tratta del generatore eolico più grande d'Italia ed è uno dei pochi generatori caratterizzato dalla tipologia E101 in Europa.

## Infrastrutture e trasporti

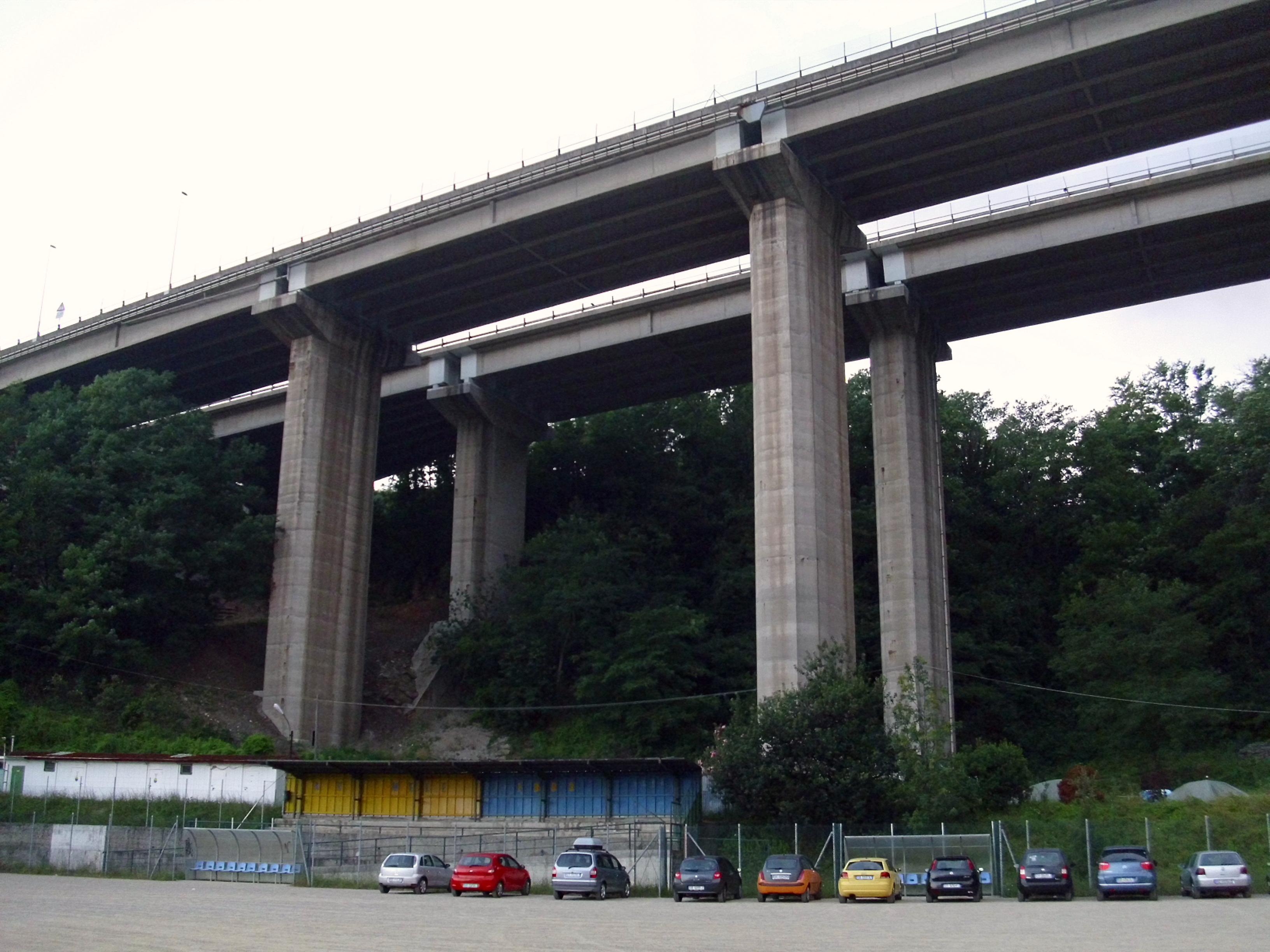
Gli enormi piloni in cemento armato che sostengono le corsie dell'autostrada A26, fotografati dal campo sportivo di Mele

### Strade
Il centro di Mele è attraversato principalmente dalla strada statale 456 del Turchino che gli permette il collegamento stradale con Masone, a nord, e con Genova Voltri a sud.

### Ferrovie
La stazione di Mele, situata nella frazione di Fado basso che dista 3,7 km dalla sede comunale, è la fermata ferroviaria più vicina sulla linea Asti-Genova.

### Mobilità urbana
Dal comune di Genova un servizio di trasporto pubblico locale gestito dall'AMT garantisce quotidiani collegamenti bus con Mele e per le altre località del territorio comunale.

## Amministrazione

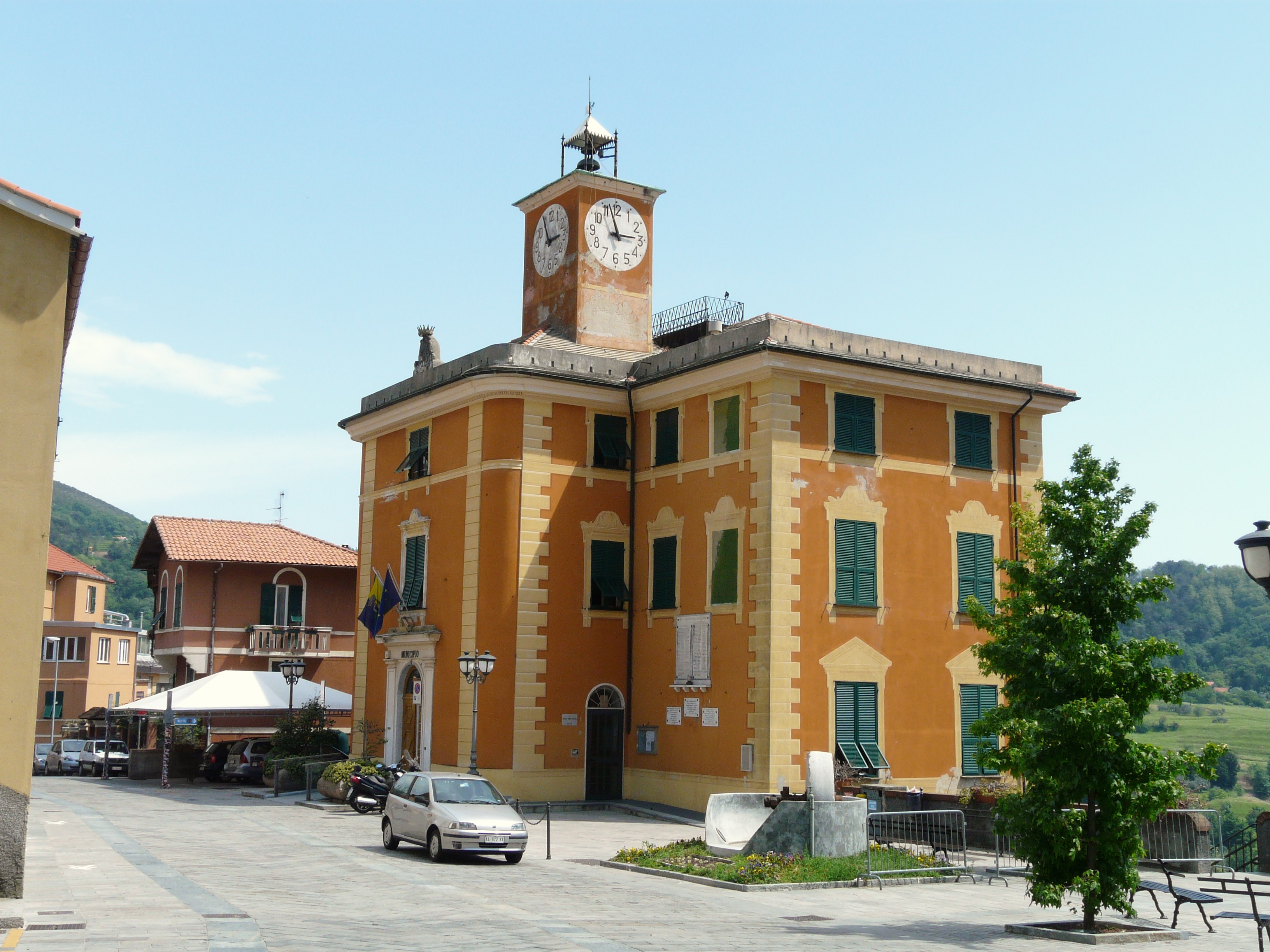
Il municipio

| Periodo        | Periodo        | Primo cittadino         | Partito                                            | Carica  | Note |
| -------------- | -------------- | ----------------------- | -------------------------------------------------- | ------- | ---- |
| 25 maggio 1985 | 28 maggio 1990 | Domenico Romani         | PCI                                                | Sindaco |      |
| 28 maggio 1990 | 24 aprile 1995 | Domenico Romani         | PDS                                                | Sindaco |      |
| 24 aprile 1995 | 14 giugno 1999 | Domenico Romani         | Insieme per Mele (lista civica di centro-sinistra) | Sindaco |      |
| 14 giugno 1999 | 14 giugno 2004 | Domenico Romani         | Insieme per Mele (lista civica di centro-sinistra) | Sindaco |      |
| 14 giugno 2004 | 8 giugno 2009  | Benedetta Clio Ferrando | Insieme per Mele (lista civica di centro-sinistra) | Sindaco |      |
| 8 giugno 2009  | 26 maggio 2014 | Benedetta Clio Ferrando | Insieme per Mele (lista civica di centro-sinistra) | Sindaco |      |
| 26 maggio 2014 | 27 maggio 2019 | Mirco Ferrando          | Insieme per Mele (lista civica di centro-sinistra) | Sindaco |      |
| 27 maggio 2019 | 10 giugno 2024 | Mirco Ferrando          | Insieme per Mele (lista civica di centro-sinistra) | Sindaco |      |
| 10 giugno 2024 | in carica      | Mirco Ferrando          | Insieme per Mele (lista civica di centro-sinistra) | Sindaco |      |

### Altre informazioni amministrative
Mele fa parte dell'Unione dei comuni delle Valli Stura, Orba e Leira.

## Sport

### Calcio
- A.C.D. Mele, militante nel campionato di Seconda Categoria.